# Großaventurei
Großaventurei (oder Großavantur) war im Seerecht ein Kreditvertrag zwischen einem Befrachter (Kreditgeber) und einem Verfrachter (Kreditnehmer), bei dem die Kreditsicherheit in der Verpfändung des noch unverkauften Frachtgutes bestand.

## Allgemeines
Das Wort Großaventurei ist ein Lehnwort (französisch grosse aventure, italienisch aventura grossa). Ursprung des Wortes ist der Zufall oder das Schicksal (lateinisch aventura), das Hartmann von Aue ersichtlich erstmals im Erec (entstanden 1180–1190; „Âventiuren“) und Iwein (um 1200) verwendete. Später übersetzte man es als Abenteuer oder Herausforderung; die Großaventurei war ein „großes Abenteuer“. Das Frachtgut war bei der Großaventurei noch nicht (wie bei einem Export) verkauft, so dass der Verfrachter eine Vorfinanzierung des Kaufpreises durch Großaventurei bis zum Verkauf der Ware spätestens nach Erreichen des Löschplatzes benötigte. Der Lieferant gewährte deshalb bei der Großaventurei einen Lieferantenkredit.

## Geschichte
Die Römer kannten bereits das Seedarlehen (lateinisch pecunia traiectitia), durch das der Verfrachter einen Seetransport und den Einkauf von Waren finanzieren konnte. Der Gläubiger trug die Seegefahren, so dass er beim Untergang des Schiffes seine Forderung verlor. Die Kreditzinsen von 12 % überstiegen den sonst gesetzlich geltenden Zins von 6  % deutlich. 
Ab dem 13. Jahrhundert gab es im Mittelmeer die Accomenda. Giovanni di Bicci de’ Medici entwickelte die Acommenda von Neapel, die im Januar 1426 als unprofitabel endete. Im November 1426 begann sie in Genua. Bereits in den Handelsstatuten von Piacenza aus 1391 kommt „accomendare“ vor. Es war eine „(ac)commenda“ mit mehreren, untereinander in einer Sozietät stehenden Gesellschaftern.
Später kam die Großaventurei in Spanien (spanisch gruesa aventura) und in Frankreich auf (französisch prêt a grosse aventure). Sie war offensichtlich in den nach 1286 veröffentlichten Rôles d’Oléron (Art. 468) berücksichtigt, wonach die Reeder nicht für Verträge verantwortlich seien, die ein Kapitän als „gruesa aventura“ abgeschlossen habe. In Deutschland ist die Großaventurei ersichtlich erstmals 1727 belegt, als im Dezember 1727 das Preußische Seerecht in Kraft trat. Sie kam hier jedoch bereits im Jahre 1861 höchst selten vor.
Nachdem in Deutschland die Bodmerei im April 1973 abgeschafft wurde, gibt es heute lediglich die Schiffsfinanzierung in Form der Schiffshypothek.

## Rechtsfragen
Die Großaventurei betraf ausschließlich die Verpfändung der Schiffsladung, die Bodmerei bezog sich auch auf das Schiff und dessen Zubehör. Deshalb schrieb das Allgemeine Preußische Landrecht (APL) vom Juni 1794 vor, dass die Bodmerei allein auf die Fracht nicht statthaft sei (II 8, § 2369 APL). Das APL sah dagegen die Großaventurei nicht vor. Die Großaventurei unterlag den Seegefahren, denn der Kredit des Kreditgebers erlosch beim Untergang des Schiffes. Hiergegen konnte er sich versichern.  
Auch in England unterschied man Common Law zwischen dem Kredit gegen Verpfändung des Schiffs (englisch bottomry, deutsch Bodmerei) und gegen Verpfändung der Schiffsladung (englisch respondentia bond). Bei der „bottomry“ trug der Gläubiger keine Seegefahr, aber bei der „respondentia“, so dass letztere mit der Großaventurei vergleichbar war.
In Frankreich nennt heute Art. 1964 Code civil beispielhaft als Zufallsverträge den Versicherungsvertrag (französisch contrat d'assurance), Spiel und Wette (französisch jeu et pari) und die Leibrente (französisch contrat de rente viagère). Die Bodmerei (französisch prêt a grosse aventure) wurde hierin im Mai 2009 gestrichen.

## Abgrenzung
Carl Günther Ludovici wies 1798 darauf hin, dass sich die Großaventurei von der Bodmerei dadurch unterschied, dass letztere die Verpfändung des Schiffs und dessen Zubehörs und/oder der Schiffsladung ermöglichte, während die Großaventurei lediglich die Verpfändung der Schiffsladung betraf.